# Gáspár József (labdarúgó, 1955)
Gáspár József (Budapest, 1955. június 28. –) válogatott labdarúgó, kapus, edző.

## Pályafutása

### Klubcsapatban
A Gránit SK csapatában kezdte a labdarúgást. 1972-ben innen igazolt az MTK-hoz, ahol 1975-ben mutatkozott be az élvonalban, az akkor MTK-VM-nek hívott csapatban. Tagja volt az 1986–87-es idényben bajnokságot nyert csapatnak. Összesen 298 bajnoki mérkőzésen szerepelt a kék-fehéreknél. 1989 és 1992 között a belga Molenbeek csapatában védett. 1992-ben hazatért és a BVSC játékosa lett.

### A válogatottban
1987 és 1990 között négy alkalommal szerepelt a válogatottban. Háromszoros olimpiai válogatott (1987–88).

### Edzőként
1993-tól 1994-ig a Budafoki LC vezetőedzője volt. 1994-ben az MTK szakosztályvezetője lett. 1996–97-ben a Csepel SC kapusedzője volt. 1997-ben 11 mérkőzésen a csapat vezetőedzőjeként is tevékenykedett.

## Sikerei, díjai

### Játékosként
- Magyar bajnokság
  - bajnok: 1986–87
  - 3.: 1977–78, 1988–89
- Kupagyőztesek Európa-kupája (KEK)
  - negyeddöntős: 1976–77

## Statisztika

### Mérkőzései a válogatottban
| Magyarország | Magyarország         | Magyarország                | Magyarország | Magyarország | Magyarország  | Magyarország | Magyarország | Magyarország |
| #            | Dátum                | Helyszín                    | Hazai        | Eredmény     | Vendég        | Kiírás       | Gólok        | Esemény      |
| ------------ | -------------------- | --------------------------- | ------------ | ------------ | ------------- | ------------ | ------------ | ------------ |
| 1.           | 1987. május 17.      | Budapest, Népstadion        | Magyarország | 5 – 3        | Lengyelország | Eb-selejtező | -            |              |
| 2.           | 1987. július 28.     | Lipcse, Zentralstadion      | NDK          | 0 – 0        | Magyarország  | barátságos   | -            | 45'          |
| 3.           | 1988. szeptember 21. | Reykjavík, Laugardarsvöllur | Izland       | 0 – 3        | Magyarország  | barátságos   | -            | 78'          |
| 4.           | 1990. június 2.      | Budapest, Fáy utcai Stadion | Magyarország | 3 – 1        | Kolumbia      | barátságos   | -            | 46'          |
|              | Összesen             |                             |              | 4            | mérkőzés      |              | 0            | gól          |